# Miquel Strubell i Trueta
Miquel Strubell i Trueta (Oxford, 9 maart 1949 – Palamós, 5 maart 2022) was een Catalaans sociolingüist en hoogleraar aan de Universitat Oberta de Catalunya. Hij werd opgeleid aan de Universiteit van Oxford en gespecialiseerde zich in het onderzoek van de twee- en meertaligheid. Hij was kleinzoon van de traumatoloog Josep Trueta i Raspall (1897-1977). Naast zijn wetenschappelijke werk was hij actief in de Catalaanse onafhankelijkheidsbeweging.
In 1980, kort na de democratische overgang in Spanje werd hij directeur van de dienst voor de normalisering van het Catalaans opgericht door de nieuwe Catalaanse regering, die in 1989 omgevormd werd tot het Consortium voor de normalisering van de taal. Strubell i Trueta was lid van de raad van advies van het Plataforma per la Llengua, een catalanistische vereniging ter bescherming en ter bevordering van de Catalaanse taal en stichtend lid van de Assemblea Nacional Catalana.

## Enkele werken
Samen met collega's deed hij empirisch onderzoek, onder meer naar de kwaliteit van het Catalaanse onderwijsmodel met totale immersie. Uit de studie blijkt dat dit systeem de integratie van anderstalige leerlingen duidelijk bevordert. Bovendien blijkt dat leerlingen die reeds zeer jong twee talen leren beide talen beter beheersen en makkelijker een derde taal leren.
- met Llorença Andreu Barrachina en Elena Sintes Pascual, (red.) Resultats del model lingüístic escola de Catalunya. L'evidència empírica, Barcelona, Universitat Oberta de Catalunya, 2011, 48 blz.
- “Possibles aportacions de la psicologia aplicada per al canvi de les normes i els hàbits de tria linüística”, Treballs de sociolingüística catalana, jaargang 17, blz. 235-261
- met Jude Webber, The Catalan Language: Progress towards Normalisation, Oxford, The Anglo-Catalan Society, 1991, 100 blz. ISBN 0-9507137-6-7